# Henrik S. Järrel
Henrik Stefan Järrel, känd som Henrik S. Järrel, född 9 november 1948 i Hedvig Eleonora församling i Stockholm, är en svensk TV-personlighet, skådespelare och politiker (moderat). Han var riksdagsledamot 1991–1994 och 1995–2006. Han är son till skådespelarna Stig Järrel och Ingrid Backlin.

## Biografi
Efter statsvetenskapliga och juridiska studier samt olika kurser i Sverige och utomlands blev han efter utredningsuppdrag anställd vid informationsavdelningen vid Sveriges Radio 1977–1978 och vid Sveriges Television 1978–1989 samt var programdirektör vid Nordic Channel 1989–1991. Under flera år var Järrel programpresentatör i Sveriges Television och i början av 1980-talet även en av programledarna för TV-programmet Sånt är livet med Åke Wilhelmsson och Inger Säfwenberg. År 1986 ledde han TV-programmet Fantastiskt tillsammans med Kari Storækre och Åke Wilhelmsson. I början av 1980-talet gjorde han en barnprogramserie för SVT, Mössen i filmarkivet, tillsammans med Arne Weise; den följdes upp med LP:n Mössen i ljudarkivet. Han medverkade i början av 1980-talet bland annat i några filmer i serien om Jönssonligan genom samarbete med Mikael Ekman.

### Politiska och övriga uppdrag
Henrik S. Järrel var landstingsledamot i Stockholms läns landsting 1985–1991 för Moderaterna.[källa behövs]
Därefter var han ordinarie riksdagsledamot 1991–1994 och 1995–2006 (ersättare oktober 1994 och januari-oktober 1995). I riksdagen var Järrel ledamot i konstitutionsutskottet (1993–1994 och 2002–2006) och lagutskottet (1995–2002) samt suppleant under olika perioder i konstitutionsutskottet, kulturutskottet, lagutskottet, näringsutskottet, skatteutskottet, utrikesutskottet och valprövningsnämnden. Han har även haft säte i offentliga sektorns särskilda nämnd liksom i riksdagens särskilda nämnd.[källa behövs] Han har varit vice ordförande i riksdagens interparlamentariska grupp och ledamot i moderata utrikeskommittén[källa behövs].
Under sin tid i riksdagen engagerade han sig bland annat för Europakonventionen, konstitutionella frågor som demokrati och mänskliga rättigheter, till exempel i Iran och Turkiet. Han intresserade sig också för riksdagens viktiga granskningsfunktioner. 2003 bildade han ett rojalistiskt nätverk i riksdagen. Han var också en av initiativtagarna till Försvarsindustrigruppen, den Svensk-Franska Parlamentarikerföreningen och den Svensk-schweiziska vänskapsföreningen. År 2000 bildade han tillsammans med några riksdagsledamöter och andra den så kallade Estoniagruppen för bättre utredning av Estoniakatastrofen.
Dessutom har han varit nämndeman i Stockholms tingsrätt 1974–1988, ledamot av styrelsen för Stockholms läns allmänna försäkringskassa 1986–1988 och 1995–99 samt ordförande där 1999–2002, ledamot av styrelsen för Skattemyndigheten i Stockholms län 1995–2002, ledamot av en pensionsdelegation 1972–1979, rättshjälpsnämnden 2003–2006 och utredningen "Samordning och regress – ersättning vid personskada" 1999–2002. Han var vidare ledamot av styrelsen för Västra sjukvårdsområdet 1986–1988, styrelsen för akutsjukhusen Sabbatsberg, S:t Göran och S:t Erik 1989–1991, Nordöstra omsorgsstyrelsen 1986–1988, Hälso- och sjukvårdsnämnden 1989–1991, etiska kommittén för Västra och Södra sjukvårdsområdena 1988–1991, Kommittén för hälsoupplysning i Stockholms län 1989–1991 och landstingets jämställdhetskommitté 1988–1991. Järrel var suppleant och ledamot av Stockholms stadsfullmäktige 1988–1991 och 1994–1996, av fritidsnämnden i samma kommun 1995, av Bostadsförmedlingen 1989 och av Stockholm Information Service 1990–1991. Han var också ledamot av styrelsen för Medborgarskolan i Stockholm 1980–1997, varav ordförande från 1986, Medborgarskolans distriktsstyrelse i Stockholm 1986–1996, varav vice ordförande från 1989, Medborgarskolans förbundsstyrelse 1992–1996, Moderata Ungdomsförbundets programkommitté för kultur 1970–1971, Oscarsmoderaterna 1971–1976 och Gärdesmoderaterna 1997–2002.

## Filmografi
- 1980 – Sinkadus (TV-serie)
- 1982 – En flicka på halsen
- 1982 – Gräsänklingar
- 1982 – Jönssonligan & Dynamit-Harry
- 1986 – Jönssonligan dyker upp igen
- 1992 – Kusiner i kubik (TV-serie)
- 2003 – Hipp Hipp! (TV-serie)
- 2011 – Gustafsson 3 tr (TV-serie)